# Diego Perrone (cantante)
Diego Perrone (Torino, 26 giugno 1975) è un cantante e musicista italiano.

## Carriera
È il frontman del gruppo I Medusa e dal 2003 ha instaurato una collaborazione con Caparezza, ai tour del quale partecipa come seconda voce.
Nel 2007 forma i Niagara con Davide Tomat e Gabriele Ottino dei N.A.M.B., progetto tendente all'elettronica più sperimentale, da cui si allontana alla fine del 2012 per mancanza di tempo da dedicare al gruppo.
Nel marzo 2012 pubblica il suo primo album solista Dove finisce il colore delle fotografie lasciate al sole.
Dal febbraio al giugno 2013 pubblica mensilmente un singolo e nel giugno 2013 pubblica l'EP Io e Silvano contenente i 5 singoli pubblicati in precedenza (L'armadio, Il motivetto, Vale e Fra, Super Slot, Rockstar).
Nel 2016 dà vita al progetto elettronico L'Impero del Male assieme a Gianluca Mangione, scrivendo le musiche del cortometraggio horror ENNUIT, che Perrone ha anche co-scritto assieme al regista Amedeo Beta. Nel 2019 il duo pubblica l'omonimo album d'esordio per Angapp Music. 

### I rapporti con Caparezza
Il primo rapporto di collaborazione tra Diego e Caparezza fu nel 2002, quando il rapper  fu invitato a cantare con i Medusa nel brano Il mio gatto, presente nell'album Punkmotocross??.
In seguito fu Caparezza a volerlo con sé nella canzone Vengo dalla Luna, presente in Verità supposte. Dopo l'uscita del terzo album di Caparezza, Habemus Capa, Perrone lo supporta nel tour come seconda voce, partecipando poi a tutti i successivi tour caparezziani (Le dimensioni del mio caos, Il sogno eretico, Museica, Prisoner 709 e Exuvia).
Perrone e I Medusa hanno registrato il loro secondo album sotto l'etichetta Extra Label, la stessa del cantante pugliese in quel periodo.

### Altre collaborazioni
Nel 2006 Perrone ha anche collaborato con Antianti (progetto solista di Dade dei Linea 77) per l'album Il tappeto dava un tono all'ambiente, nella canzone Picciotti della benavita (in cui compare anche Caparezza) e nella canzone Pain. L'anno successivo partecipa al videoclip del brano Le gite fuori porta degli Amari.
È amico dei componenti del gruppo musicale torinese Linea 77 e nel 2010 compare nel video di Aspettando Meteoriti (secondo singolo estratto dall'album 10), in cui interpreta il ruolo di un barista. Nel corso degli anni ha collaborato anche con Punx Crew, Mambassa, The Art of Zapping, Roger Rama e N.A.M.B..

## Discografia

### Da solista
- 2012 – Dove finisce il colore delle fotografie lasciate al sole
- 2013 – Io e Silvano (EP)

### Con I Medusa
- 1994 – I Medusa
- 1997 – Out from Cages (EP)
- 2002 – Punkmotocross??
- 2004 – Migliore attore non protagonista
- 2009 – I musicisti hanno facce tristi

### Con i Niagara
- 2012 – Niagara EP